# Sun Devil Stadium
Sun Devil Stadium llamado actualmente Frank Kush Field es un estadio de fútbol americano ubicado en Tempe, Arizona, fue inaugurado en el año de 1958, tiene una capacidad para albergar a 73 379 aficionados.
Su equipo local son los Arizona State Sun Devils de fútbol americano de la Pacific Ten Conference de la National Collegiate Athletic Association desde 1958. Entre los años 1988 y 2005 fue casa de los Arizona Cardinals de la National Football League.
El Fiesta Bowl de fútbol americano universitario se jugó en el Sun Devil Stadium entre 1971 y 2006. En 1996 recibió el Super Bowl XXX que fue ganado por los Dallas Cowboys 27 a 17 sobre los Pittsburgh Steelers.

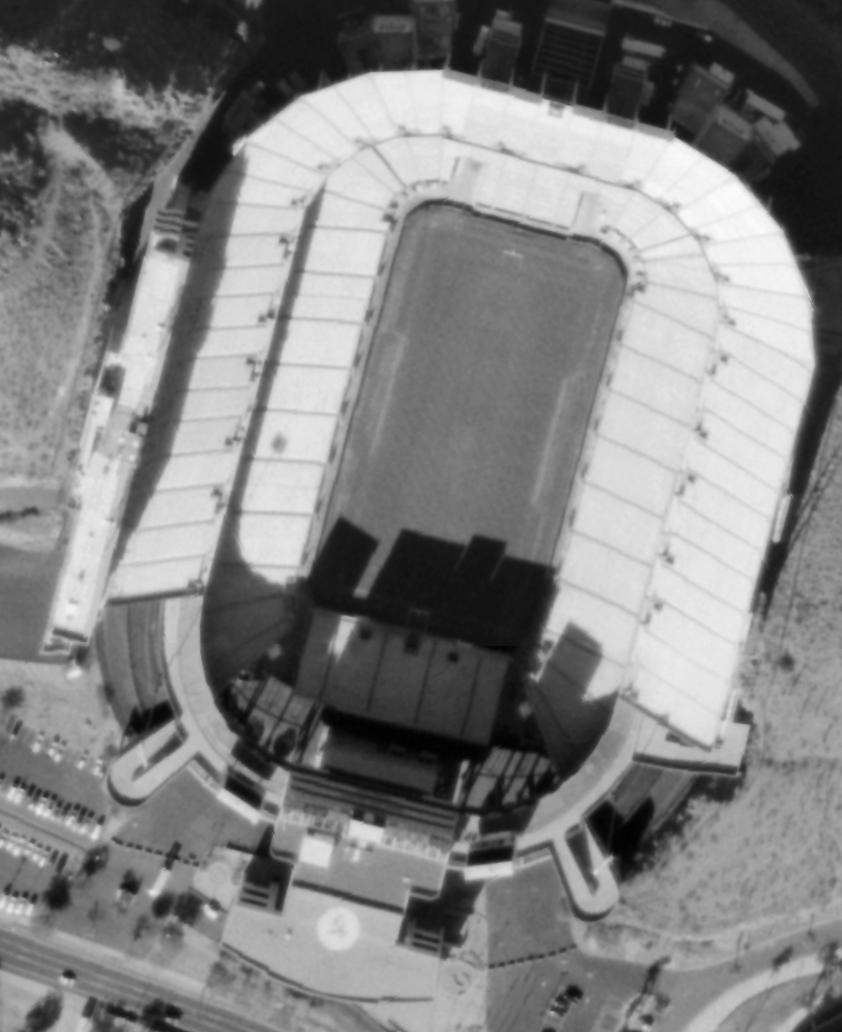
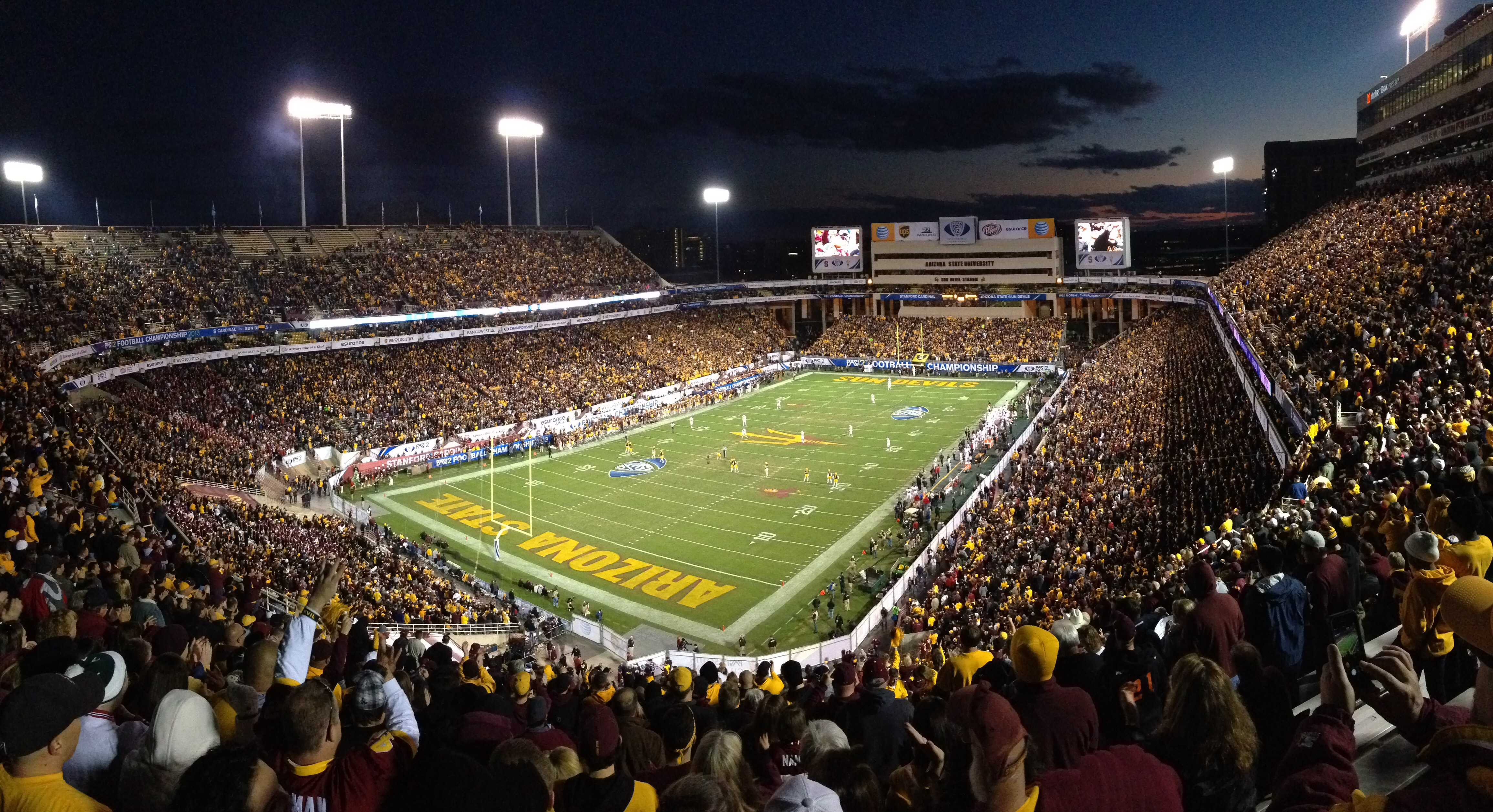